# NGC 4657
NGC 4657 é uma galáxia irregular (I/P) localizada na direcção da constelação de Canes Venatici. Possui uma declinação de +32° 12' 33" e uma ascensão recta de 12 horas, 44 minutos e 06,9 segundos.
A galáxia NGC 4657 foi descoberta em 20 de Março de 1787 por William Herschel.